# Multituberculata
Die Multituberculata sind eine Gruppe ausgestorbener Säugetiere, die in ihren Ausmaßen, ihrer Vielfalt und ihrer vermuteten Lebensweise Parallelen zu den Nagetieren aufwiesen.
Sie erschienen im mittleren Jura (vor rund 165 Millionen Jahren) und hatten ihre Blütezeit in der Kreidezeit und im Paläozän – überlebten also das Aussterben der Dinosaurier und sind am Ende des Eozän (vor rund 34 Millionen Jahren) ausgestorben.
Sie sind mit keiner heutigen Säugetiergruppe näher verwandt, sondern stellen einen spezialisierten Seitenzweig dar.

## Körperbau
Multituberculata waren durchwegs kleine Tiere. Die meisten schwankten im Ausmaß zwischen einer kleinen Maus und einer Ratte und selbst die größten Vertreter, die Taeniolabidae erreichten nur die Größe eines Murmeltiers (bis 60 Zentimeter Länge).

### Kopf und Zähne
Der Kopf war breit gebaut, die Schnauze kurz und stumpf und die Augen waren seitlich angeordnet. Auffälligstes Merkmal waren die Zähne. Im Unterkiefer hatten diese Tiere nur ein Paar Schneidezähne, das vergrößert war und nach vorne ragte, im Oberkiefer waren pro Kieferhälfte ein bis drei Schneidezähne vorhanden. Wie bei den Nagetieren war teilweise nur die Vorderseite der Schneidezähne mit Zahnschmelz bedeckt und die Zähne wurden durch gegenseitigen Abrieb geschärft. Für eine nagende Tätigkeit waren bestenfalls die unteren Schneidezähne geeignet, wenngleich sie sicher nicht so effektiv wie die der Nagetiere waren.
Zwischen Schneide- und Backenzähnen klafft eine Lücke (Diastema). Die Eckzähne fehlten meist, nur bei den urtümlicheren Arten war noch ein oberer Eckzahn vorhanden. Die unteren Prämolaren wiesen gezackte, scharfe Höcker auf, die gegen die mit vielen Höckern versehenen oberen Prämolaren arbeiteten. Pro Kieferhälfte waren nur zwei Molaren vorhanden, diese hatten jeweils zwei (bei einigen jüngeren Arten auch drei) Reihen von bis zu acht hintereinander angeordneten Höckern (Tuberkeln). Diesen vielen Höckern verdanken die Tiere auch den Namen Multituberculata. Beim Kauen fügten sich die Höcker und die Täler der gegenüberliegenden Zähne ineinander und sorgten so für eine effektive Mahltätigkeit.
Der Unterkiefer war groß und muss von kräftigen Kaumuskeln bewegt worden sein. Eine Seitwärtsbewegung des Unterkiefers war nicht möglich, stattdessen wurde die Nahrung durch eine kräftige Vor-und-zurück-Bewegung zermahlen.

### Übriger Körperbau
Wie bei vielen fossilen Säugetieren sind vielfach nur Zähne oder Teile des Schädels überliefert, mittlerweile sind aber auch einige komplett erhaltene Skelette gefunden worden. Im Bau der Schulter ist das schmale Schulterblatt kennzeichnend, das Rabenbein ist wie bei den Theria reduziert, allerdings ist wie bei den Kloakentieren eine Interclavicula („Zwischenschlüsselbein“) vorhanden. Das Becken weist Beutelknochen auf, was allerdings ein ursprüngliches Säugetiermerkmal sein dürfte.
Multituberculata zählen zu den wenigen fossilen Säugetieren, bei denen Haare nachgewiesen wurden. In fossilen Koprolithen wurden Überreste von Lambdopsalis entdeckt, die eindeutig Spuren eines Felles aufwiesen.
Untersuchungen der Schädelhöhle verschiedener Arten zeigten, dass das Gehirn deutlich kleiner als das heutiger Säugetiere vergleichbarer Größe war. Der Riechkolben war allerdings gut entwickelt.

## Lebensweise
Vieles über die Lebensweise dieser ausgestorbenen Tiere bleibt natürlich spekulativ. Aus dem Bau des Gehirns lässt sich schließen, dass der Geruchssinn gut entwickelt war, was eventuell für eine nachtaktive Lebensweise sprechen könnte.
Die eingangs erwähnte Analogie zu den Nagetieren zeigt sich auch darin, dass diese Tiere eine Vielzahl von Lebensräumen besiedelten und unterschiedliche Fortbewegungsweisen entwickelten.
Bei Ptilodus lassen sich sehr flexible Füße und vermutlich ein Greifschwanz erkennen, was auf eine baumbewohnende Lebensweise hinweist. Bulganbaatar wiederum hatte unter dem Körper angeordnete Gliedmaßen und dürfte ein schneller Läufer in einem trockenen Habitat gewesen sein. Bei Nemegtbaatar lässt sich vermuten, dass sich die Gattung in einer springenden Weise – möglicherweise ähnlich den Springmäusen – fortbewegt hat. Lambdopsalis wies einen breiten, flachen Schädel und massive Oberarmknochen auf, was vielleicht für eine grabende Lebensweise ähnlich den Maulwürfen sprechen könnte. Die Mehrzahl der Gattungen ist allerdings nur durch Schädel- oder Zahnfunde bekannt, sodass die Multituberculata vermutlich eine noch größere Bandbreite an Fortbewegungsweisen und Lebensräumen als bisher bekannt besaßen.
Die Nahrung der Multituberculata ist nicht restlos geklärt. Zum Teil haben sie sich von pflanzlichem Material wie Samen und Knollen ernährt, umstritten ist, in welchem Ausmaß sie auch kleine Tiere zu sich nahmen. Vermutlich waren einige Vertreter Allesfresser, die ihren Speiseplan mit Insekten, Würmern und anderen wirbellosen Tieren ergänzten, während andere Arten reine Pflanzenfresser gewesen sein dürften.
Eine Untersuchung des Beckens ergab die spekulative Folgerung, die Multituberculata hätten lebende Junge zur Welt gebracht. Die Enge des Geburtskanals (3,4 Millimeter bei Kryptobaatar) sei für Eier zu klein gewesen, die Neugeborenen könnten demnach größenmäßig vergleichbar mit neugeborenen Beutelsäugern gewesen sein.
Mindestens einige Multituberculata lebten wahrscheinlich in sozialen Gruppen. Im November 2020 gaben Wissenschaftler den Fund von 22 Exemplaren von Filikomys primaevus vom Fundort „Egg Mountain“ im Westen des US-Bundesstaats Montana bekannt. Die Fossilien sind 75 Millionen Jahre alt, umfassten Alt- und Jungtiere und lagen in einem kleinen Gebiet in der gleichen Gesteinsschicht. Es waren mausgroße, mit kräftigen Vorderbeinen ausgestattete Tiere, die wahrscheinlich eine ähnliche Lebensweise wie heutige Erdhörnchen hatten.

## Stammesgeschichte und Äußere Systematik

### Stammesgeschichte
Die ältesten Funde der Multituberculata stammen aus dem mittleren Jura und sind rund 165 Millionen Jahre alt. Die Tiere breiteten sich bald über Laurasia (das heutige Eurasien und Nordamerika) aus, sie kamen allerdings nie nach Gondwana. (Funde aus Südamerika werden heute als eigene Gruppe, Gondwanatheria, betrachtet.) In der Kreidezeit entwickelten sie sich weiter. Sowohl nach der Individuen- als auch nach der Artenanzahl stellen sie die häufigste Säugetiergruppe dieser Epoche dar, bis zu 75 % aller gefundenen Säugetiere der Oberkreide sind Multituberculata. Zwar starben einige Gruppen wie die Djadochtatherioidea vermutlich am Ende der Kreidezeit aus, im Paläozän stellen sie aber immer noch einen beträchtlichen Teil der Säugetierfauna.
Der Rückgang dieser Gruppe im Eozän und ihr Aussterben am Ende dieser Epoche (vor rund 34 Millionen Jahren) dürfte mit der Entwicklung und weltweiten Verbreitung der Nagetiere in Zusammenhang stehen, die ähnliche ökologische Nischen besetzen. Die genauen Gründe für das Aussterben der Multituberculata sind aber unklar, möglicherweise waren die Nagetiere ihnen im Bau des Bewegungs- und Kauapparates überlegen.
Trotzdem existierten die Multituberculata für rund 130 Millionen Jahre und stellen somit eine der langlebigsten Säugetiergruppen überhaupt dar.

### Äußere Systematik
Auf welche Weise die Multituberculata mit anderen Säugetiergruppen verwandt sind, ist immer noch umstritten. Eine Theorie sieht sie als Nachkommen der Haramiyida, einer frühen Säugergruppe, die fast ausschließlich durch Zahnfunde bekannt ist. Zwar deuten Ähnlichkeiten im Bau der Zähne auf diese Verwandtschaft hin – das gemeinsame Taxon wird Allotheria genannt und umfasst möglicherweise auch die Gondwanatheria. Im Bau des Kiefers zeigen die Multituberculata aber Gemeinsamkeiten mit anderen Säugern, was eher gegen diese Abstammung spricht. Eine andere Theorie sieht in den Multituberculata nahe Verwandte der Kloakentiere. Diese Sichtweise wird durch Gemeinsamkeiten im Bau des Schädels und des Ohres unterstützt, andere Merkmale widersprechen dem jedoch, sodass dies nur eine Minderheitenmeinung darstellt.
Eine dritte Theorie stellt sie als nahe Verwandte der Trechnotheria dar, eines Taxons, das neben einigen ausgestorbenen Verwandten auch die heutigen Theria umfasst. Somit seien die Multituberculata näher mit den Beutel- und Höheren Säugern verwandt als diese mit den Kloakentieren. Eine detaillierte kladistische Analyse sieht etwas mehr Unterstützung für diese als für die Allotheria-Theorie, der Unterschied ist aber kaum aussagekräftig. Die Frage nach der Abstammung der Multituberculata kann somit zum gegenwärtigen Zeitpunkt nicht beantwortet werden.

## Innere Systematik
Die umfassendste Studie zur inneren Systematik der Multituberculata stammt von Zofia Kielan-Jaworowska und Jørn H. Hurum aus dem Jahr 2001. Sie unterschieden zwei Gruppen, die urtümlicheren Plagiaulacida, die vom mittleren Jura bis in die Mittelkreide lebten, und die weiter entwickelten Cimolodonta, die von der Unterkreide bis zum Ende des Eozän existierten.

### Plagiaulacida
Die Plagiaulacida sind die ältere und urtümlichere der beiden Subtaxa. Da sich die Cimolodonta aus ihnen entwickelt haben, sind sie paraphyletisch. Die Vertreter dieser Gruppe sind im Bau ihrer Zähne noch nicht so differenziert wie die späteren Arten. Sie lassen sich in drei Entwicklungslinien aufteilen, die Allodontid-Linie, die Paulchoffatiid-Linie und die Plagiaulacid-Linie, zu denen noch einige in jüngerer Zeit entdeckte, bislang nicht einordbare Gattungen kommen.

#### Plagiaulacida incertae sedis
Diese Gattungen sind incertae sedis, das heißt ihre systematische Einordnung ist unklar.
- Hahnotherium und Kermackodon sind nur durch Backenzähne bekannt, die im Jahr 2005 in England gefunden wurden. Sie stammen aus dem mittleren Jura und sind die ältesten bekannten Vertreter der Multituberculata.
- Ameribaatar und Janumys wurden in der Utaher Mittelkreide Nordamerikas entdeckt und werden in die mittlere Kreidezeit datiert. Ihre Zuordnung ist umstritten, möglicherweise gehören sie auch zu den Cimolodonta.

#### Allodontid-Linie
Die Arten der Allodontid-Linie weisen einen urtümlichen Bau der Zähne auf (fünf obere und vier untere Prämolaren, kleine dritte Schneidezähne) und zählen zu den ältesten besser bekannten Multituberculata. Bislang wurden Zähne und einzelne Kiefer- und Schädelknochen gefunden. Alle Vertreter stammen aus dem Oberjura und wurden in Nordamerika gefunden. Sie teilen sich in die Familie der Allodontidae (Ctenacodon, Morrisodon  und Psalodon) sowie in die isolierten Gattungen Glirodon und Zofiabataar.

#### Paulchoffatiid-Linie
Die Arten der Paulchoffatiid-Linie sind ebenfalls durch einen urtümlichen Zahnbau gekennzeichnet. Sie haben im Oberkiefer noch einen Eckzahn und fünf Prämolaren, und der Zahnschmelz der Schneidezähne ist nicht prismatisch. Außer Zähnen und Kieferteilen ist wenig über sie bekannt. Vertreter dieser Gruppe waren vom Mitteljura bis in die Unterkreide verbreitet, Funde sind aus Westeuropa und Nordafrika bekannt. Drei Familien lassen sich unterscheiden:
- Die Hahnodontidae (Gattungen Denisodon und Hahnodon) lebten in der Unterkreide, die Funde stammen aus Nordafrika (Marokko), sie sind damit die einzigen bislang bekannten afrikanischen Multituberculata.
- Die Paulchoffatiidae sind zu Ehren des Geologen Paul Choffat benannt, sie sind vom mittleren Jura bis in die Unterkreide aus Westeuropa (Iberische Halbinsel und England). Bekannt. Sie umfassen die Gattungen Bathmochoffatia, Galveodon, Guimarotodon, Henkelodon, Kielanodon, Kuehneodon, Meketibolodon, Meketichoffatia, Paulchoffatia, Plesiochoffatia, Pseudobolodon, Sunnyodon und Xenachoffatia.
- Die Pinheirodontidae sind hauptsächlich aus Zahnfunden bekannt, die auf der Iberischen Halbinsel und in England gemacht wurden und die in die Unterkreide datiert werden. Die Familie umfasst die Gattungen Bernardodon, Ecprepaulax, Gerhardodon, Iberodon und Lavocatia.

#### Plagiaulacid-Linie
Die Vertreter der Plagiaulacid-Linie waren vom oberen Jura bis in die Unterkreide verbreitet und lebten in Nordamerika und Eurasien. Zumindest der untere Eckzahn war verlorengegangen und die Zahl der Prämolaren reduziert. Vermutlich haben sich die späteren Multituberculata, die Cimolodonta, aus dieser Gruppe entwickelt. Vier Familien lassen sich unterscheiden:
- Die Plagiaulacidae sind aus dem Oberjura Nordamerikas und der Unterkreide Englands bekannt und umfassen die Gattungen Bolodon, Parabolodon und Plagiaulax.
- Die Albionbaataridae (Gattungen Albionbaatar und Proalbionbaatar) sind nur durch einzelne Zähne aus dem oberen Jura und der unteren Kreide aus Westeuropa und möglicherweise auch aus Ostasien bekannt.
- Die Eobataaridae (Gattungen Eobaatar, Loxaulax, Monobaatar, Parendotherium und Sinobaatar) lebten in der Unterkreide und sind aus Westeuropa und Ostasien bekannt. Von Sinobaatar ist auch der Körperbau bekannt. Es war ein spitzmausgroßes Tier mit fünfzehigen Füßen, das im Vergleich zu späteren Multituberculata noch wenig spezialisiert war.
- Arginbaatar wird in eine eigene Familie, Arginbaataridae, eingeordnet. Die Gattung ist nur durch einzelne Zähne bekannt, die ein Übergangsstadium zwischen den Plagiaulacida und den Cimolodonta erkennen lassen und die systematische Einordnung erschweren. Die Gattung lebte in der Unterkreide in der Mongolei.

### Cimolodonta
Die weiter entwickelten Multituberculata werden als Cimolodonta zusammengefasst. Sie sind vermutlich eine monophyletische Gruppe, die sich aus einem Vorfahren aus der Plagiaulacid-Linie entwickelt hat. Sie erscheinen in der Unterkreide, hatten ihre Blütezeit in der Oberkreide und dem Paläozän und sind wahrscheinlich am Ende des Eozäns ausgestorben. Cimolodonta sind aus Nordamerika und Eurasien bekannt. Sie lassen sich in eine basale Gruppe, drei Überfamilien (Ptilodontoidea, Djadochtatherioidea und Taeniolabioidea) und mehrere Familien unklarer Zugehörigkeit einteilen.

#### Basale Cimolodonta
Die urtümlichsten Vertreter der Cimolodonta werden in der sogenannten Paracimexomys-Gruppe zusammengefasst. Es ist keine natürliche Gruppe, da sich vermutlich mehrere Linien aus ihnen entwickelt haben. Es waren mausgroße Tiere, deren Gewicht auf 20 bis 100 Gramm geschätzt wird. Funde der Gattung Cimexomys wurden bei Dinosauriernestern (von Maiasaura) gemacht – ob das Rückschlüsse auf ihre Ernährung zulässt, ist umstritten. Diese Tiere sind von der Unterkreide bis in das Paläozän belegt und stammen zumeist aus Nordamerika. Zur Paracimexomys-Gruppe werden die Gattungen Bryceomys, Cedaromys, Cimexomys, Dakotamys und Paracimexomys. Die systematische Stellung der Gattung Uzbekbaatar (Oberkreide Zentralasiens) und Viridomys (Oberkreide Nordamerikas) ist noch unklar.

#### Cimolodonta incertae sedis
Mehrere Familien der Cimolodonta werden als incertae sedis geführt, das heißt, dass ihre systematische Zugehörigkeit umstritten ist.
- Die Cimolomyidae (Gattungen Buginbaatar, Cimolomys, Essonodon, Meniscoessus) sind aus der Oberkreide Nordamerikas und Asiens bekannt. Es waren relativ große, äußerlich vermutlich rattenähnliche Tiere, die ein Gewicht von 0,3 bis 3 Kilogramm erreichen konnten und somit zu den größten Säugetieren der Kreidezeit zählten.
- Die Boffiidae bestehen nur aus einer Gattung, Boffius, die aus dem unteren Paläozän aus Belgien bekannt ist, und die ebenfalls verhältnismäßig groß war. Vielleicht war sie mit den Cimolomyidae verwandt.
- Die Kogaionidae (Gattungen Barbatodon, Hainina und Kogaionon) sind nur durch wenige Funde aus Europa bekannt. Sie lebten von der Oberkreide bis in das Paläozän und waren sehr kleine Tiere, die durch eine verlängerte Schnauze charakterisiert waren.
- Die Eucosmodontidae (Gattungen Clemensodon, Eucosmodon, Stygimys) lebten von der Oberkreide bis in das Paläozän vorwiegend in Nordamerika. Sie sind nur durch verhältnismäßig wenige Kiefer- und Zahnfossilien und vereinzelten Schädelknochen bekannt. Möglicherweise waren sie mit den Djadochtatherioidea verwandt.
- Die Microcosmodontidae (Gattungen Acheronodon, Microcosmodon und Pentacosmodon) ähnelten den Eucosmodontidae, waren aber deutlich kleiner. Funde dieser Gruppe sind aus der Oberkreide und dem Paläozän Nordamerikas bekannt, unsichere Funde gibt es auch aus Europa.

#### Ptilodontoidea
Die Ptilodontoidea waren eine Gruppe der Multituberculata, die ihre Blütezeit in der Oberkreide und dem Paläozän hatte und fast ausschließlich aus Nordamerika bekannt ist. Die namensgebende Gattung Ptilodus wies einen Greifschwanz auf und lebte vermutlich auf Bäumen, inwieweit das auch für die übrigen Vertreter zutrifft, ist nicht bekannt. Die Ptilodontoidea lassen sich in eine isolierte Gattung und drei Familien aufteilen:
- Neoliotomus war mit geschätzten 2 Kilogramm relativ groß, die Gattung lebte im Paläozän und Eozän in Nordamerika.
- Die Neoplagiaulacidae sind eine durch verhältnismäßig spärliche Funde (größtenteils Kiefer und Zähne) überlieferte Gruppe. Charakteristisch für sie war der schmale, nach vorne ragende untere Schneidezahn. Die Gruppe entstand in der Oberkreide und hielt sich bis zum Ende des Eozäns (vielleicht sogar bis zum frühen Oligozän), womit sie eine der jüngsten Familien der Multituberculata darstellt. Zu dieser Familie werden die Gattungen Cernaysia, Ectypodus, Fractinus, Krauseia, Mesodma, Mesodmops, Mimetodon, Neoplagiaulax, Parectypodus, Xanclomys und Xironomys gezählt.
- Die Ptilodontidae sind eine auf Nordamerika beschränkte Gruppe, die in der Oberkreide erschien, ihre Blütezeit im Paläozän hatte und im unteren Eozän ausstarb. Der bekannteste Vertreter ist Ptilodus, von dem auch der Körperbau bekannt ist. Es wurde 30 bis 50 Zentimeter lang, die Gliedmaßen waren sehr beweglich und erinnern an die der Baumhörnchen und der Schwanz war als Greifschwanz ausgebildet. All das spricht für eine baumbewohnende Lebensweise. Andere, weniger vollständig erhaltene Gattungen dieser Gruppe sind Baiotomeus, Kimbetohia und Prochetodon.
- Die Cimolodontidae (Gattungen Anconodon, Cimolodon und Liotomus) sind vorrangig durch Zähne bekannt, die denen der Ptilodontidae ähnelten. Vertreter dieser Gruppe sind aus der Oberkreide und dem Paläozän aus Nordamerika und Europa bekannt.

#### Djadochtatherioidea
Die Djadochtatherioidea sind nur aus der Oberkreide Asiens (vorwiegend aus der Mongolei) bekannt. Einige der besterhaltenen Fossilien von Multituberculata stammen aus dieser Gruppe, die im Gegensatz zu den baumbewohnenden Ptilodontoidea eine terrestrische (bodenbewohnende) Lebensweise führten. Diese Gruppe wird in drei isolierte Gattungen und zwei Familien unterteilt:
- Bulganbaatar ist vollständig erhalten. Untersuchungen des Skeletts deuten darauf hin, dass die Beine unter dem Körper angeordnet waren und das Tier vermutlich zum schnellen Laufen auf dem Boden angepasst war.
- Nemegtbaatar ist ebenfalls nahezu vollständig bekannt und war relativ groß. Sein Körperbau lässt Anzeichen erkennen, dass sich die Gattung in einer springende Weise – möglicherweise ähnlich den Springmäusen – fortbewegt hat.[6]
- Chulsanbaatar ist ebenfalls durch vollständige Skelette erhalten. Diese Gattung war im Vergleich zu anderen Djadochtatherioidea auffallend klein.
- Die Sloanbaataridae (Gattungen Kamptobaatar, Nessovbaatar und Sloanbaatar) waren relativ kleine Vertreter der Djadochtatherioidea. Benannt sind sie nach dem Paläontologen Robert Evan Sloan.
- Die Djadochtatheriidae waren ebenfalls eher kleine, in der oberen Kreidezeit weit verbreitete Tiere. Für Kryptobaatar, eines der bestuntersuchten Multituberculata, wird eine Länge von 13,5 Zentimetern und eine Gewichtsschätzung von 40 bis 80 Gramm angegeben. Andere Gattungen dieser Familie war Catopsbaatar, Djadochtatherium und Tombaatar.

#### Taeniolabioidea
Die Taeniolabioidea umfassen nur eine Familie, die Taeniolabidae. Sie waren von der Oberkreide bis zum Ende des Paläozäns in Nordamerika und Asien verbreitet. Diese Tiere sind durch eine stumpfe Schnauze und einen quadratischen Schädel charakterisiert. Zu dieser Gruppe zählen die größten Multituberculata, sie erreichten die Ausmaße eines Bibers (Kopfrumpflänge rund 60 Zentimeter, geschätztes Gewicht 25 bis 30 Kilogramm). Gattungen dieser Gruppe sind Catopsalis, Kimbetopsalis, Lambdopsalis, Prionessus, Sphenopsalis, Taeniolabis und Valenopsalis. Die Gattung Lambdopsalis ist aus zwei Gründen interessant: Zum einen wurden bei ihrem Fossil Spuren eines Fells gefunden, was für Säugetiere dieses Alters ungewöhnlich ist. Zum anderen deutet der breite, stämmige Oberarmknochen möglicherweise auf eine grabende, den Maulwürfen ähnliche Lebensweise hin.

### Anmerkung zur Namensgebung
Viele Gattungsnamen enden auf -baatar. Das ist das mongolische Wort für „Held“ und findet sich etwa auch im Namen der Stadt Ulan Bator (mongol. Ulaanbaatar). Diese Namensgebung leitet sich ursprünglich davon ab, dass viele vollständige Skelette in der Mongolei gefunden wurden; mittlerweile wird diese Mode aber auch auf Funde aus anderen Kontinenten (etwa Ameribaatar aus Amerika oder Albionbaatar aus Großbritannien) angewandt.